# Koninklijke Espero KV
Koninklijke Espero KV was een Belgische korfbalclub uit Antwerpen. 

## Geschiedenis
De club werd opgericht in 1952 en had haar accommodatie op het Kiel. Op 12 mei 2009 werd bekend dat Espero zou fusioneren met VOLBA KC. De nieuwe fusieclub draagt de naam KC Verde en startte in het seizoen 2009-'10 in de hoogste afdeling van de veldcompetitie en in de tweede klasse van de zaalcompetitie. Laatste voorzitter was Jean Ruts.

## Palmares
| Aantal | Titel                | Editie      |
| ------ | -------------------- | ----------- |
| 2x     | Landskampioen (veld) | 1962 en '63 |

## Bekende (ex-)spelers
- Ben Verburgt
- Daniëlle Ruts[6]